# Carlos Tejedor (ville)
Pour les articles homonymes, voir Carlos Tejedor (homonymie).
Carlos Tejedor est une localité argentine située dans le partido homonyme, dans la province de Buenos Aires.

## Histoire
La localité, dont le nom évoque le Dr Carlos Tejedor ex-gouverneur de Buenos Aires, ministre des Affaires étrangères pendant la présidence de Sarmiento et jurisconsulte notable - a été créé par une loi du 3 janvier 1905, qui établissait également qu'il ferait partie de la quatrième section électorale et dans le judiciaire « appartenant au département du centre ». Elle a été déclarée chef d'une colonie agricole appelée Don Alberto, appartenant à Alberto H. Almirón et bordant les terres incluses dans la gare de Flora de l'ancien Ferrocarril Oeste de Buenos Aires, qui était alors le centre de population le plus important de la région. Cette colonie avait été aménagée quelque temps auparavant, en vue de la formation d'une future ville, et Almirón y a fait réserver les terrains nécessaires pour des bâtiments et des lieux publics, il a négocié l'ouverture de passages à niveau avec le chemin de fer et a fait construire un bâtiment scolaire à son compte. Lorsque le parti a été créé à la date susmentionnée, la ville a pris le nom définitif de Carlos Tejedor.

## Démographie
La localité compte 7 152 habitants (Indec, 2010), ce qui représente une augmentation de 20 % par rapport au recensement précédent de 2001 qui comptait 5 127 habitants.

## Religion
| Diocèse  | Nueve de Julio      |
| -------- | ------------------- |
| Paroisse | San Juan Crisóstomo |